# Sant Pere de Torelló
Sant Pere de Torelló är en kommun i Spanien.   Den ligger i provinsen Província de Barcelona och regionen Katalonien, i den östra delen av landet, 500 km öster om huvudstaden Madrid. Antalet invånare är 2 469. Arean är 55 kvadratkilometer. Sant Pere de Torelló gränsar till Vidrà, La Vall d'en Bas, Santa Maria de Corcó, Torelló, Sant Vicenç de Torelló, Orís, Sant Quirze de Besora och Santa Maria de Besora. 
Terrängen i Sant Pere de Torelló är huvudsakligen kuperad, men åt sydväst är den platt.